# 藤堂高節
藤堂 高節 （とうどう たかせつ、? - 明治20年（1887年）4月10日）は、津藩士名張藤堂家（藤堂宮内家）第11代。伊賀国名張1万5000石の領主。
幼名は八束。初名は長発。通称は宮内、九八郎。父は藤堂采女家第8代藤堂元晋、兄は同第9代藤堂元施。正室は藤堂長親の娘。子は藤堂高文、藤堂高碩、藤堂高成室郁子。養子は藤堂高成。
文久4年（1864年）8月、名張藤堂家の先代高美が養子入り後まもなくして病死したため、その養子となって、元治元年（1864年）12月、名張藤堂家を継いだ。明治に入って名前を長発から高節に改めた。以降、子孫は名張藤堂家の遠祖である丹羽家由来の通字の「長」ではなく、藤堂家由来の「高」の字を名乗っている。

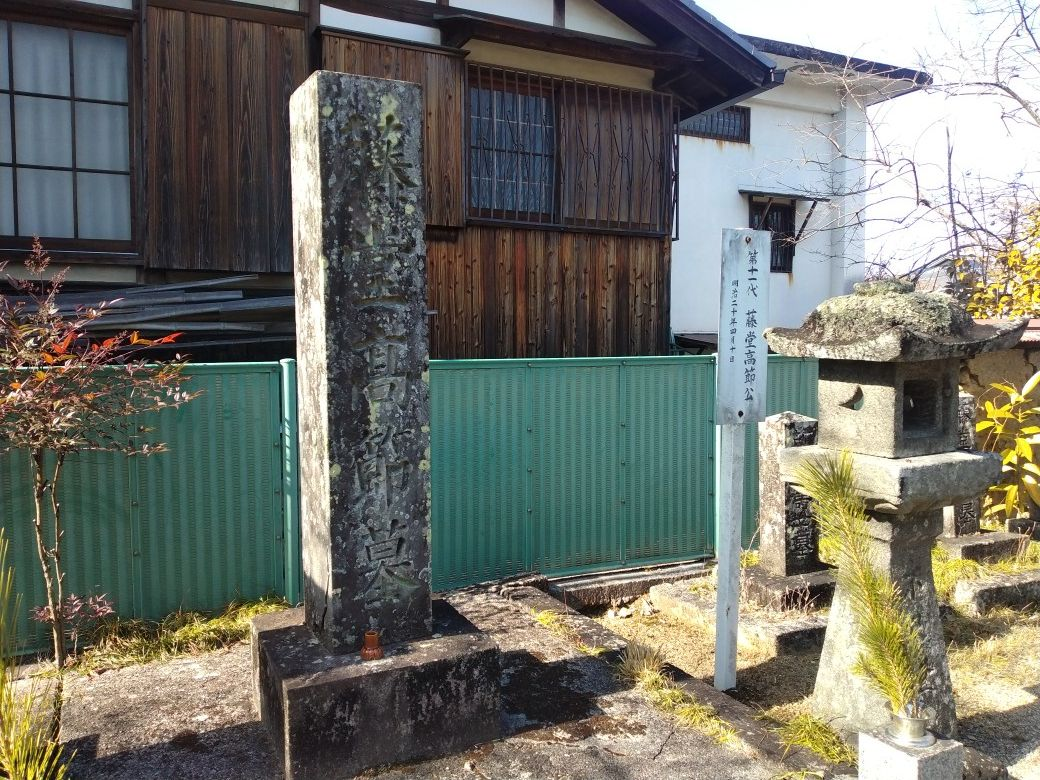
藤堂高節の墓(名張市徳蓮院)

明治9年（1876年）2月、子爵竹内治則の子・憲丸（藤堂高成）を次女いくの婿養子とする。
明治20年（1887年）没。墓所は名張市徳蓮院。